# Groupe de reconnaissance et d'intervention en milieu périlleux (Algérie)
Pour les articles homonymes, voir Groupe de reconnaissance et d'intervention en milieu périlleux.

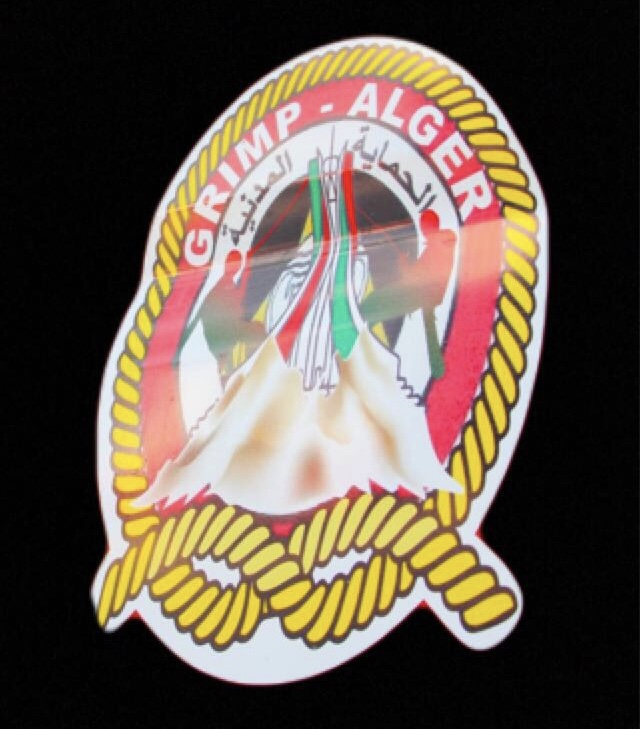
Insigne du Grimp de la DPC d'Alger

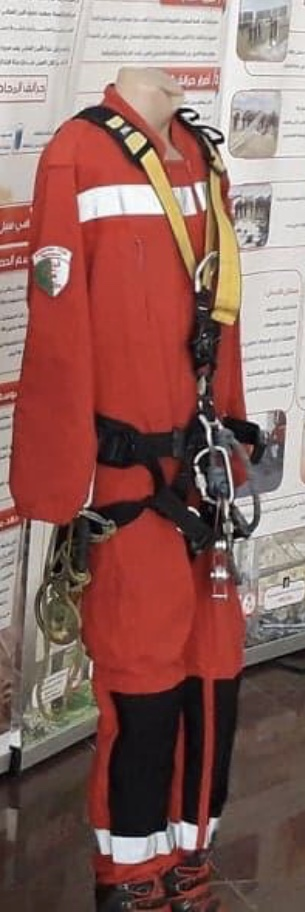
Tenue du GRIMP de la protection civile algérienne.

Le groupe de reconnaissance et d'intervention en milieu périlleux (GRIMP) est un groupe d'intervention spécialisé dans la reconnaissance, le sauvetage dans les milieux naturels et artificiels, particulièrement dangereux pour les équipes de la protection civile algérienne.

## Historique
Inspiré directement du GRIMP français, la première unité fut créée en août 2006 à Bouira (GRIMP 10).
L'idée de créer un GRIMP pour la wilaya de Bouira a commencé en 2006 au vu des difficultés que les unités sur place pouvaient avoir lors des interventions, notamment à Tikjda avec un relief montagneux.
Ils furent dans un premier temps entraînés par les moniteurs de la fédération algérienne d'escalade et de ski, puis dans un second temps ils furent formés par le GRIMP français.
L'année suivante en 2007, le GRIMP prend de plus en plus d'ampleur au sein de la protection civile car les GRIMP de Blida, Tizi Ouzou, Alger, Jijel, Tamanrasset et Constantine ont vu le jour.
D'autres unités de GRIMP ont vu le jour plus tard et actuellement chaque direction de protection civile (DPC) de chaque wilaya possède son GRIMP.

## Missions
Le GRIMP à pour mission :
- La reconnaissance et le sauvetage dans les milieux naturels et artificiels particulièrement dangereux
- L'intervention sur les accidents dans des milieux naturels périlleux, et difficile d'accès (montagnes, souterrains, falaises)
- L'évacuation et le dégagement de personnes dans des milieux naturels et artificiels dangereux
- L'intervention et l'évacuation lors d'une catastrophe naturelle majeure

## Organisation
Chaque GRIMP est composé de 14 à 30 pompiers spécialisés,, de plus chaque wilaya possède son GRIMP et elle est directement intégrée au sein des directions de protection civile (DPC) de chaque wilaya.
De plus on retrouve aussi 154 pompiers brevetés parachutistes au sein des équipes de parachutistes du GRIMP,.

## Formation
Les pompiers du GRIMP sont formés par les unités GRIMP français mais également par l'Union européenne,.
De plus certains pompiers du GRIMP sont des parachutistes  donc ces derniers sont formés à l'école supérieure des troupes spéciales (ESTS) de Biskra.
Le GRIMP fait régulièrement des échanges et des exercices avec les unités de GRIMP européens.

## Équipements
Les pompiers du GRIMP sont facilement reconnaissable des autres pompiers ces derniers sont en combinaison rouge, avec une bande réfléchissante grise, ainsi qu'une veste rouge.

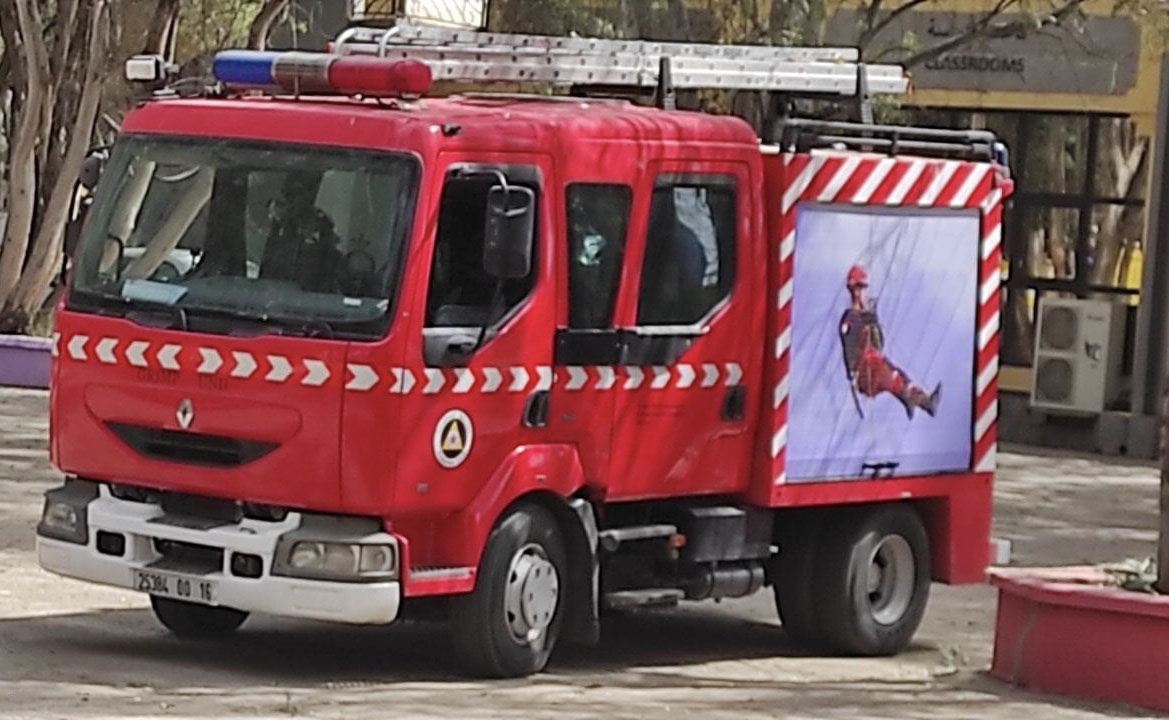
Véhicule d'intervention du GRIMP.

De plus ils n'ont pas les mêmes véhicules d'interventions que les autres pompiers.
- Combinaison rouge du GRIMP
- Casque
- Gants
- Baudrier
- Chaussures de montagnes ou bottes de service